# قلبة بهلوانية

يتم أداؤها كجزء من روتين الرقص البهلواني.

القَلْبَة البهلوانية هي سلسلة من حركات الجسم حيث يقفز الشخص في الهواء ويدور مرة واحدة فأكثر أثناء وجوده في الهواء. تؤدى الحركات البهلوانية في الرقص البهلواني والجري الحر والجمباز والتشجيع والوثب العالي واحتفالات الأهداف والعديد من الأنشطة الأخرى.